# 澳洲鐘鵲
澳洲钟鹊（學名：Gymnorhina tibicen），又名黑背钟鹊、澳洲鵲或澳洲喜鵲，是澳洲及新畿內亞南部特有的一種雀。牠們屬燕鵙科下的鐘鵲屬。牠們曾一度被認為是三個不同的物種，但現已被確認為單一個物種，而其下已知有9個亞種。成年的澳洲钟鹊長37-43厘米，羽毛呈分明的黑色及白色，有紅色的眼睛及黑白色的喙。雄雀及雌雀的外觀相近，只能從背部的斑紋來辨認。牠們的腳很長，大部份時間都會在地上行走。據此很多學者都將牠們分類在獨有的Gymnorhina屬中。黑背钟鹊亦被認為是澳洲最多才多藝的鳴禽，可以發出不同的叫聲。
澳洲钟鹊是雜食性的，主要吃無脊椎動物。牠們一般都是留鳥及有地盤的。牠們適應了人類居住的地方，如公園、花園及農地。1860年代曾將黑背钟鹊引入到新西蘭，但因驅除了當地的鳥類而被認為是害鳥。在所羅門群島及斐濟也有引入黑背钟鹊，但牠們沒有成為入侵物種。
澳洲的春天（10月至12月）是钟鹊的季節，繁殖期的黑背钟鹊會對入侵的動物，包括走近牠們位於公路旁鳥巢的駕駛者攻擊。黑背钟鹊是很多澳洲運動隊伍的吉祥物。

## 分類
黑背钟鹊最初是由約翰·萊瑟姆（John Latham）於1802年描述的，並分類在佛法僧屬中。黑背鐘鵲種小名的拉丁文意思是「吹笛手」，取自牠們美妙的歌聲。
黑背钟鹊是伯勞鳥及噪鐘鵲的親屬，三者於1914年就已被分類在鐘鵲科之下。美國鳥類學家查理斯·希伯利（Charles Sibley）及瓊·阿基斯特 （Jon Edward Ahlquist）發現伯勞鳥與燕鵙的近親關係，遂將牠們一同分類在鐘鵲族下，而現在則分類在燕鵙科下。黑背鐘鵲曾擁有獨有的屬，名為Gymnorhina。但多個學者都認為其地棲性並不足以支持其獨特性，故將牠們分類在百勞鳥的鐘鵲屬下。
20世紀大部份文獻都將黑背钟鹊分為三個物種：即黑背钟鹊（G. tibicen）、白背鐘鵲（G. hypoleuca）及西鐘鵲（G. dorsalis）。後來發現在這三個物種的地盤附近，已有牠們的混種出沒。故於1969年牠們被分併成為一個物種。

### 亞種

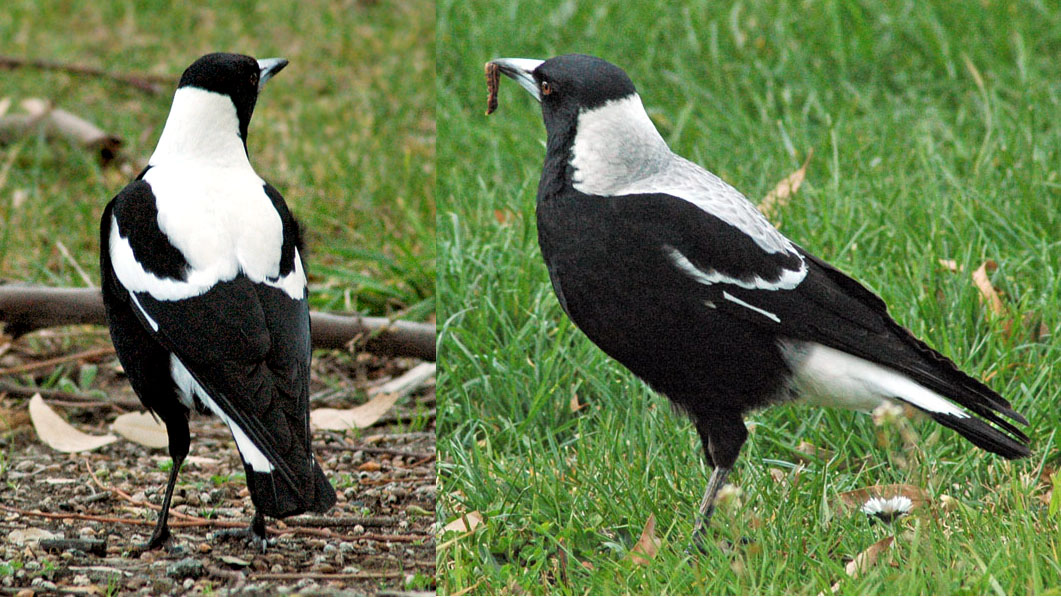
雄性（左）及雌性（右）C. tibicen hypoleuca。

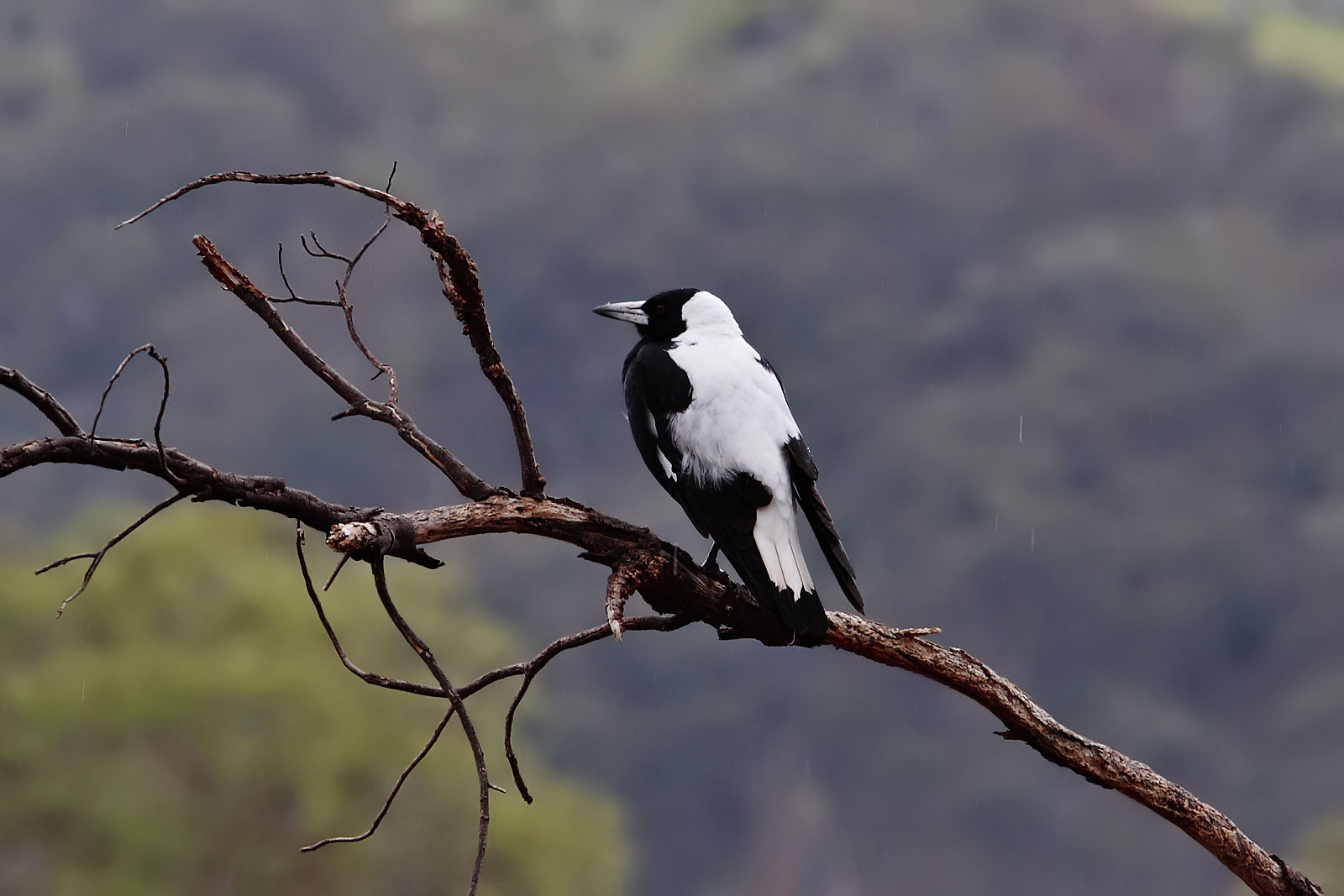
雄性C. tibicen tyrannica。

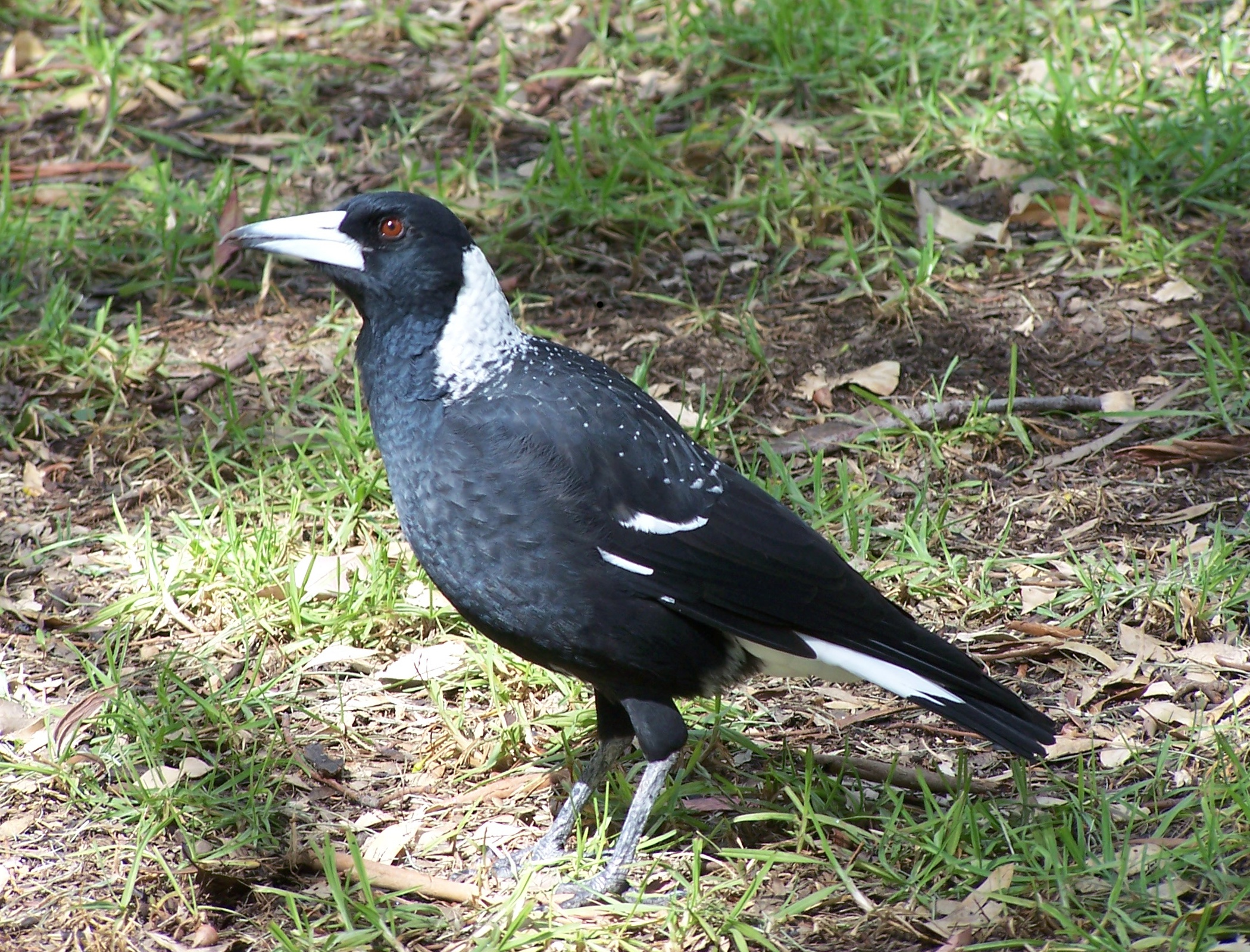
雌性西鐘鵲。

現時已確認有9個黑背钟鹊的亞種，但在牠們之間有大部份分佈地是重疊的，且有中間形態出現。按著分佈地的緯度增加，亞種的體型也傾向較大，但塔斯曼尼亞的例外。
原有的黑背钟鹊（G. tibicen）形態被分為4個亞種：
- 黑背鵲（C. tibicen tibicen）是指名亞種，也是亞種中最大的。分佈在昆士蘭東南部，由莫瑞頓灣（Moreton Bay）附近經新南威爾士東部至莫魯亞（Moruya），接近維多利亞州邊界。牠們是海岸性或近岸性的，限制在大分水嶺的東邊。[2]
- C. tibicen terraereginae是細小及中等體型的亞種，分佈在約克角半島及海灣郡（Gulf Country）南下經昆士蘭至哈利福灣（Halifax Bay）及瑪麗河（Mary River）之間的海岸、新南威爾士中西部及南澳洲州北部。[2]主羽與黑背鵲相同，雌雀尾羽的黑端較短。雙翼及腳較短，喙則較長。[2]其學名的是「昆士蘭」（Queensland，即「女王的土地」）的拉丁文意譯。在維多利亞州北部及新南威爾士南部有牠們與C. tubicen tyrannica的混種出沒，混種背上的黑色斑紋大小不同。在比加（英语：Bega, New South Wales）（Bega）及貝特曼斯灣（Batemans Bay）有三交育種出沒。[2]
- C. tibicen eylandtensis分佈在頂端地帶（Top End），由金伯利（Kimberley）橫跨北領地，經阿納姆地（Arnhem Land）及古魯特島（Groote Eylandt）到海灣郡。[2]牠們是最細小的亞種，喙長而幼。[2]尾羽端的黑斑較窄[8]，雄雀頸部的白色較多，雌雀的則呈淡灰色。[2]在卡奔塔利亞灣東南部，牠們與C. tibicen terraereginae逐漸合而為一。[2]
- C. tibicen longirostris分佈在西澳洲州北部，由鯊魚灣至皮爾巴拉。[2]牠們體型中等，喙長而幼。長喙可以是用來啄蠍子及蜘蛛。[8]在鯊魚灣南下至穆奇森河（Murchison River）及東至大維多利亞沙漠，有與西鐘鵲混種出沒。[2]

白背鐘鵲被分裂成三個亞種：
- C. tibicen tyrannica分佈在新南威爾士的圖佛德灣（Twofold Bay），橫跨維多利亞州南部至庫容國家公園（Coorong National Park）。牠們的背部呈白色，尾羽白間較闊。[8]
- C. tibicen telonocua分佈在考維爾（Cowell），南至艾爾半島及約克半島。亞種名是白背鐘鵲學名中「leuconota」變換字母次序的而成。牠們非常像C. tibicen tyrannica，但雙翼較短，整體也較淡色及細小。牠們的喙較短。在高山嶺（Mount Lofty Ranges）及袋鼠島有中間型態出沒。[2]
- C. tibicen hypoleuca是細小及白背的亞種，喙及翼都很短。分佈在塔斯曼尼亞的金島及弗林德斯島。[2]

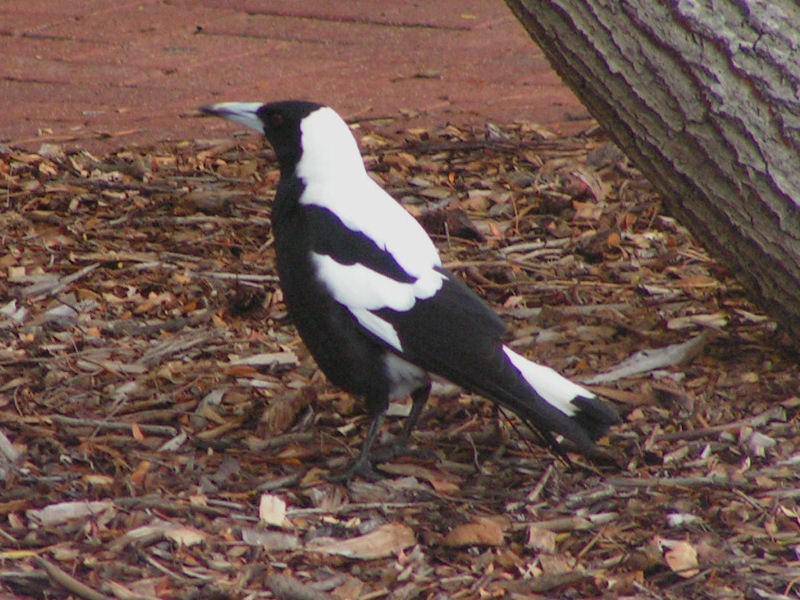
雄性西鐘鵲。

- 西鐘鵲（C. tibicen dorsalis）最初是獨立的物種。分佈在西澳州的西南角。[2]雄雀的背部白色，外觀像C. tibicen telonocua，但體型稍大、喙較長及尾羽黑端較窄。雌雀的背部呈黑色或黑褐色，羽毛邊呈白色。
- C. tibicen papuana分佈在新畿內亞南部，但所知很少。[2]雄雀背部呈白色，有窄的黑斑；雌雀的背部黑色。黑色的羽毛端呈白色。喙長而深。[9]

## 特徵

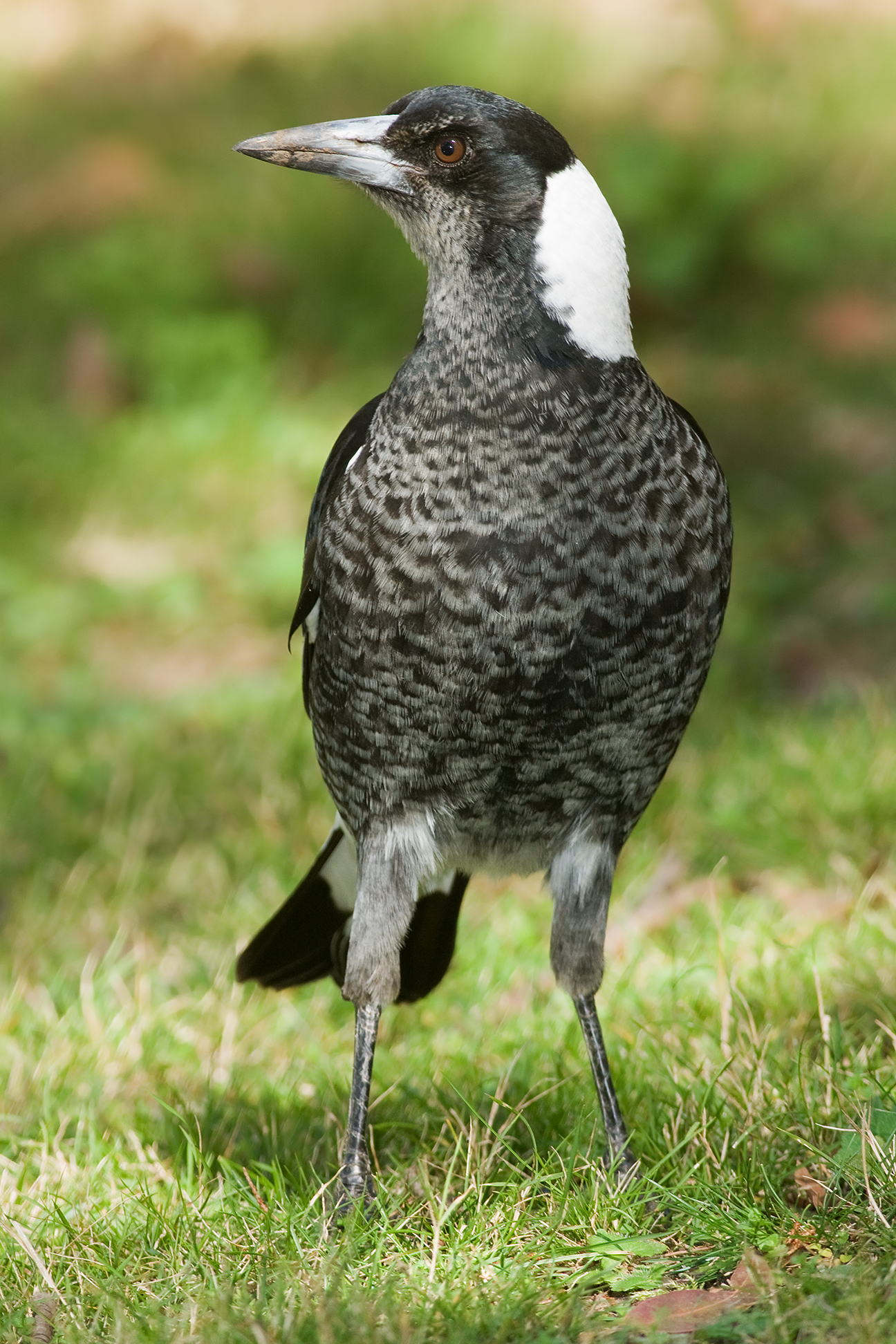
未成年的黑背鐘鵲，有深色的瞳孔及的不明顯羽毛。

成年黑背鐘鵲體型結實，長37-43厘米，翼展65-85厘米，重220-350克。楔狀的喙呈青白色，邊緣黑色，尖端有鈎。腳呈黑色，長而且強壯。羽毛呈純黑及白色，表面有光澤。雄雀及雌雀的頭部、雙翼及下身都是黑色，肩膀白色。尾羽末端有黑間。雄雀的頸部呈白色，雌雀的則是呈淺灰白色。眼睛呈暗紅色。亞種之間的分別主要在於背部的斑紋。黑背鐘鵲亞種的背部呈黑色。白背鐘鵲的背部連同頸部都是白色的。雄性西鐘鵲的背也是白色的，但雌雀的卻是黑色的。
幼雀在黑色及白色羽毛之間有一些淺灰及褐色的羽毛。2-3歲大的外觀很像成年的雌雀。在2歲前，眼睛是深褐色的。牠們的壽命可以達25歲，也有一些年紀甚至達30歲的。牠們第一次繁殖的年紀會因地方而異，平均的也有3-5歲。
黑背鐘鵲很易辨認。就算最接近的斑鐘鵲，下身的顏色也完全不同。

### 發聲
黑背鐘鵲是最為特別的鳴禽之一。牠們可以發出多種叫聲，大部份叫聲都是十分複雜的。音調可以超逾4個八度音階，且可以模仿超過35種當地及入侵鳥類的叫聲，甚至模仿狗和馬的叫聲。牠們的叫聲複雜、悅耳及有顫音，是最著名的澳洲鳥類叫聲之一。
黑背鐘鵲單獨時會發出一種悅耳的轉鳴聲，音調約為2-4千赫，但叫聲的音程不會很長。這種歌聲最長可以維持達70分鐘，最經常於繁殖季節後出現。黑背鐘鵲夫婦會大聲的唱歌，來顯示或保護自己的地盤；其中一隻會先開始唱歌，另一隻則會隨後加入。音調在6-8千赫間，中間有4-5個連音。牠們唱歌時會有獨特的姿勢:頭向後仰，擴張胸部，將雙翼向後放。黑背鐘鵲群於冬天及春天的黎明及黃昏都會唱較短的重覆版。
正在換羽的與及幼雀會發出大聲（達80分貝）、短及高音（8千赫）的叫聲。牠們會拍動喙部來警告其他鳥類。當遇到入侵者或威脅時，牠們會發出高音（8-10千赫）的警告聲。面對鷹及巨蜥時，牠們會有特別的叫聲。

## 分佈及棲息地
黑背鐘鵲分佈在新畿內亞南部，並遍及整個澳洲（但不包括約克角半島頂端、吉布森沙漠及大沙地沙漠）及塔斯曼尼亞西南部。塔斯曼尼亞及維多利亞州的黑背鐘鵲於1860年代被引入到新西蘭，目的是對付害蟲，自1951年起就成為受保護動物。白背形態分佈在南島東部及北島，黑背形態則分佈在豪克斯灣地區。牠們影響了新西蘭鳥類的群落，如秃兒吸蜜鳥及紐西蘭鳩，有時甚至襲擊鳥蛋及雛鳥，但這說法卻受到質疑。在所羅門群島及斯里蘭卡也有引入黑背鐘鵲，但未能成功。另外在斐濟的塔妙妮島（Taveuni）西部卻成功引入牠們。
黑背鐘鵲喜歡開放遼闊的地方，如草原、農地、公園、花園、哥爾夫球場及街道，鄰近有些樹木或稀疏的森林。牠們會在樹上築巢，並在地上覓食。牠們也曾在松樹的種植林出沒。如在雨林及潮濕硬葉林，牠們只會棲息在鄰近已伐林的地區。隨著伐林，牠們的分佈地及群落反而得到發展。

## 行為
黑背鐘鵲差不多是完全日間活動的。天敵是巨蜥及吠鷹鴞，也有路殺、被電纜電死或間接中毒而死的。澳洲渡鴉會趁無看管下抓走黑背鐘鵲的雛鳥。

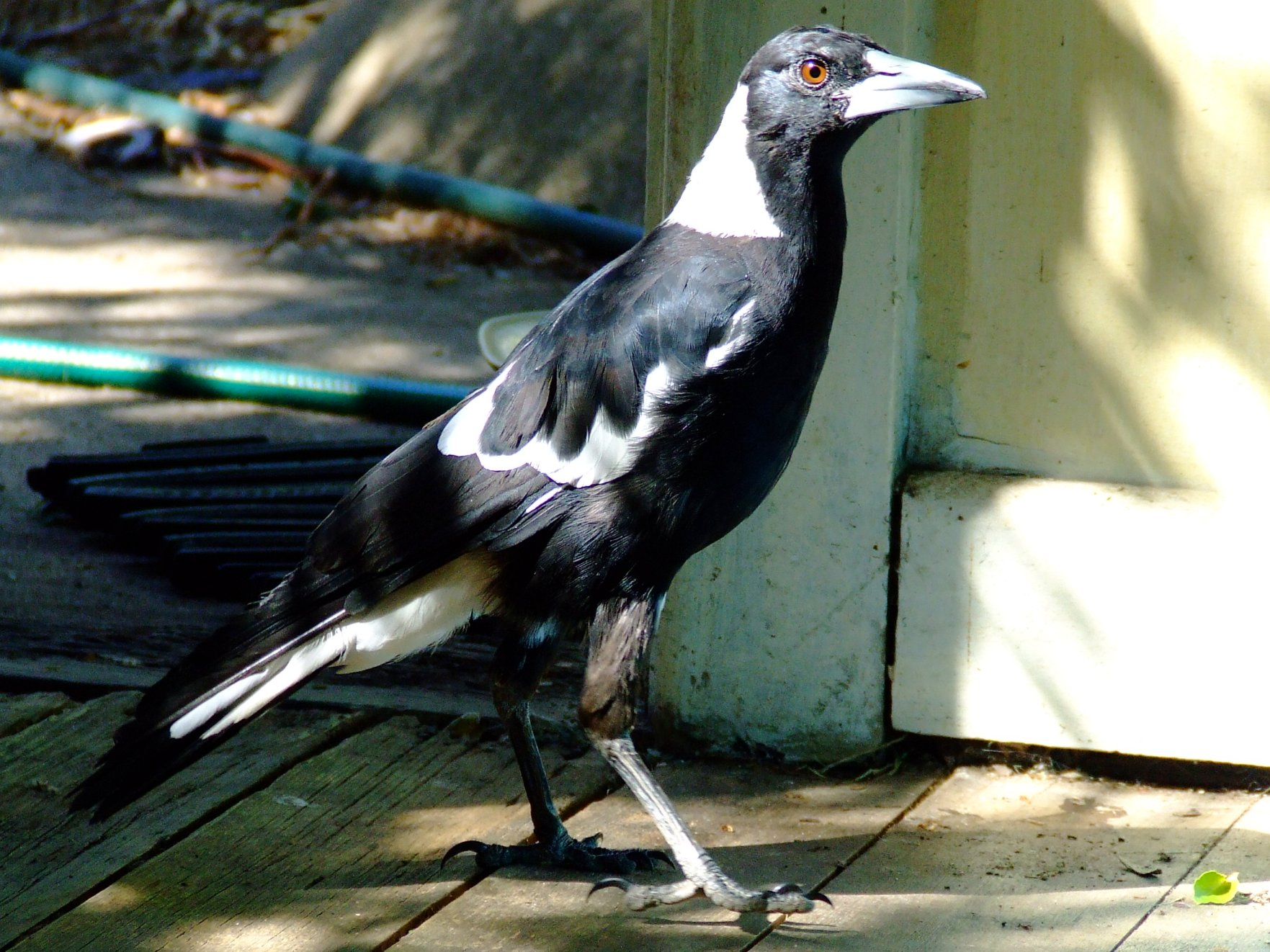
Displaying walking gait

黑背鐘鵲在地上多是行走的，也是燕鵙科下唯一這樣行動的。牠們的大腿骨很短，下肢很長，構造適合行走多於奔跑。
黑背鐘鵲是留鳥及有地盤的，喜歡群居。群落可以在同一地盤內住上好幾年。牠們會花大部份精力在保護自己的地盤，免受入侵者的騷擾。面對不同的對象時也會有不同的反應。當哨雀發現猛禽時，牠們會發出集合的叫聲，並圍攻入侵者，將之趕出地盤。群落會唱歌以向其他鵲顯示其擁有權。當談判時，雙方領袖會沿地盤的邊界巡行，其餘的留在後方。領袖會互相撥動對方的羽毛或不斷唱歌。當兩群的數量差不多時，牠們會一列的在邊界飛行，以顯示實力。

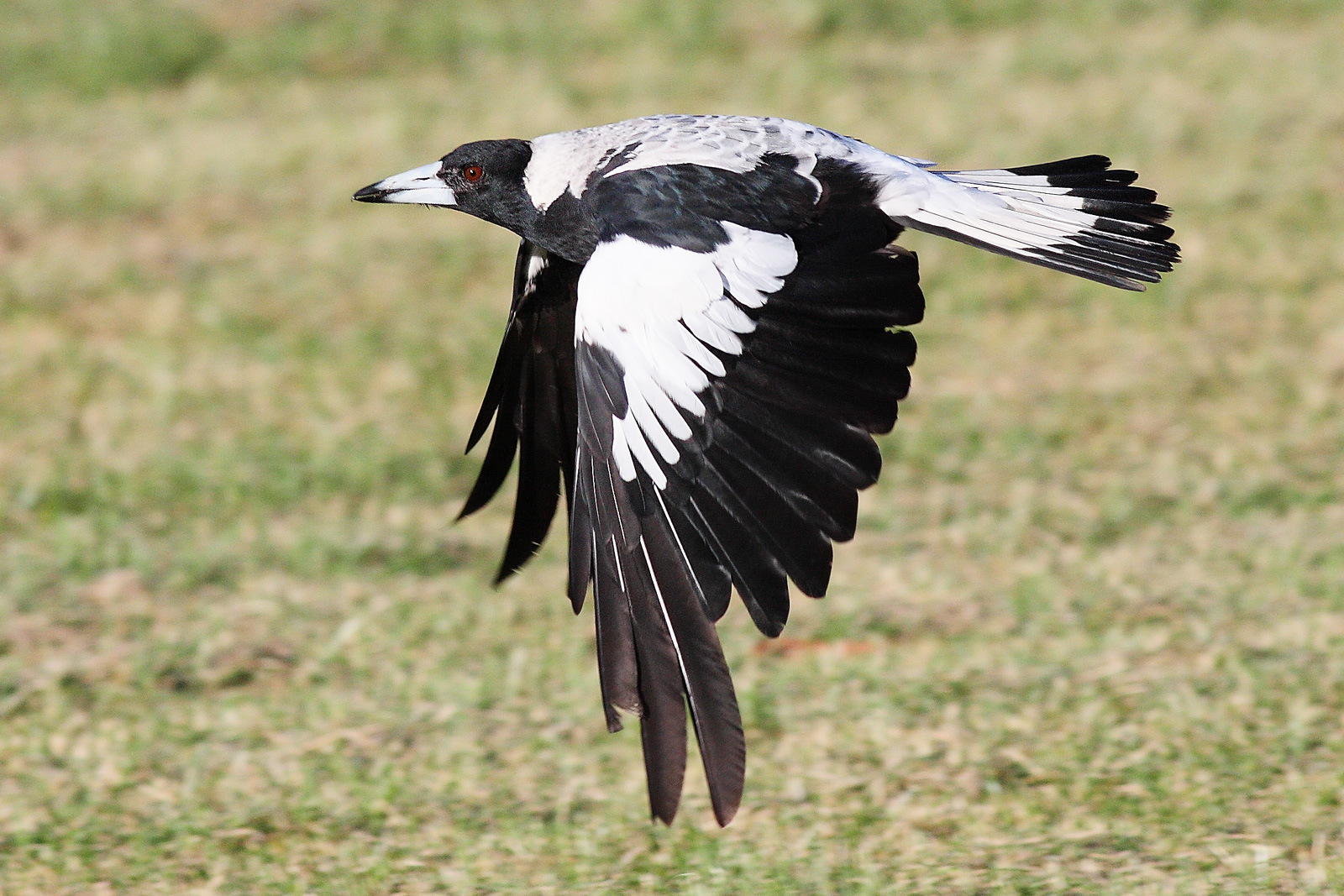
飛行的黑背鐘鵲。

黑背鐘鵲有多種行為表現，為群落利益時會帶有攻擊性。當屈服時，黑背鐘鵲會蹲下及發出低的衰求聲，或是會撥動雙翼的主羽，幼雀甚至會滾地或露出下身。牠們在攻擊時會撥動側羽。幼雀會表現不同的玩耍行為，包括拾起東西運送到另一雀處。而這些行為往往都會由較年長的先行。牠們也可能會拾起一條羽毛或葉子飛上天，讓其他的雀來追逐。牠們之間也會裝作打架，跳上對方的身上。牠們也可能與如藍臉吸蜜鳥及田鷚等其他鳥類玩耍。

### 覓食

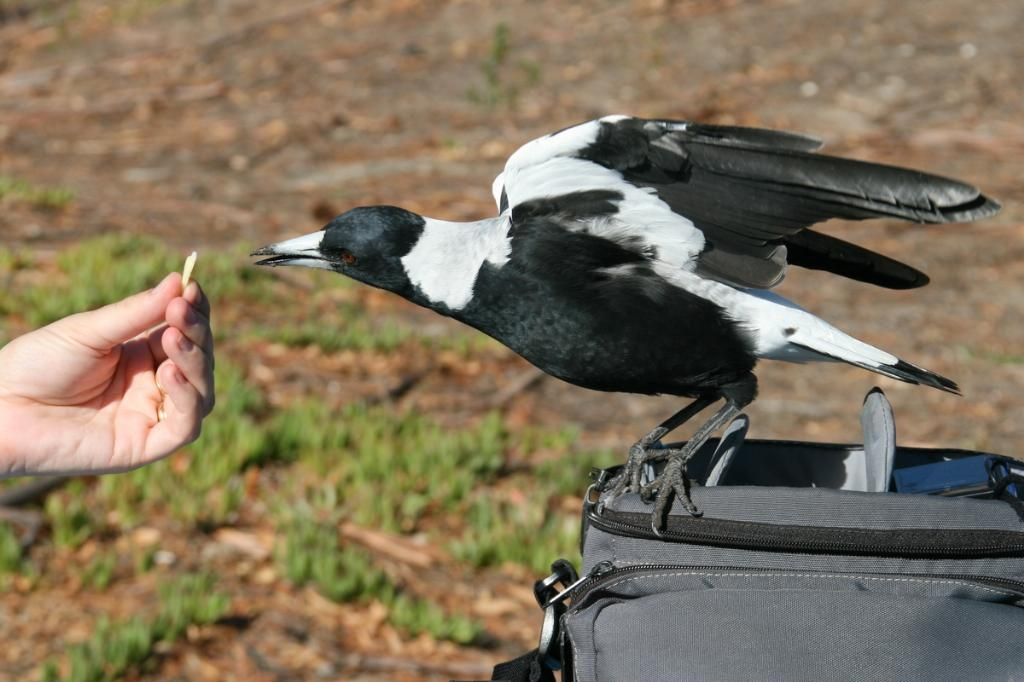
正在被餵飼的黑背鐘鵲。

黑背鐘鵲是雜食性的，食物包括無脊椎動物，如蚯蚓、千足蟲、蝸牛、蜘蛛、蠍子及多種昆蟲（如蟑螂、螞蟻、甲蟲、蛾及毛蟲等）。石龍子、青蛙、鼠及其他細小動物、農作物、塊莖、無花果及胡桃都是牠們食物的一部份。牠們懂得如何安全地食用有毒的海蟾蜍，就是將之反轉，吃其下部。牠們主要是在地上覓食的，會巡行地面尋找食物。研究發現牠們可以用聲音或震動來尋找金龜子。牠們會將喙插入地下或翻轉垃圾來尋找食物。牠們會整隻吞下較細小的獵物，但會先除去蜜蜂及胡蜂的刺，後再吞下。

### 繁殖

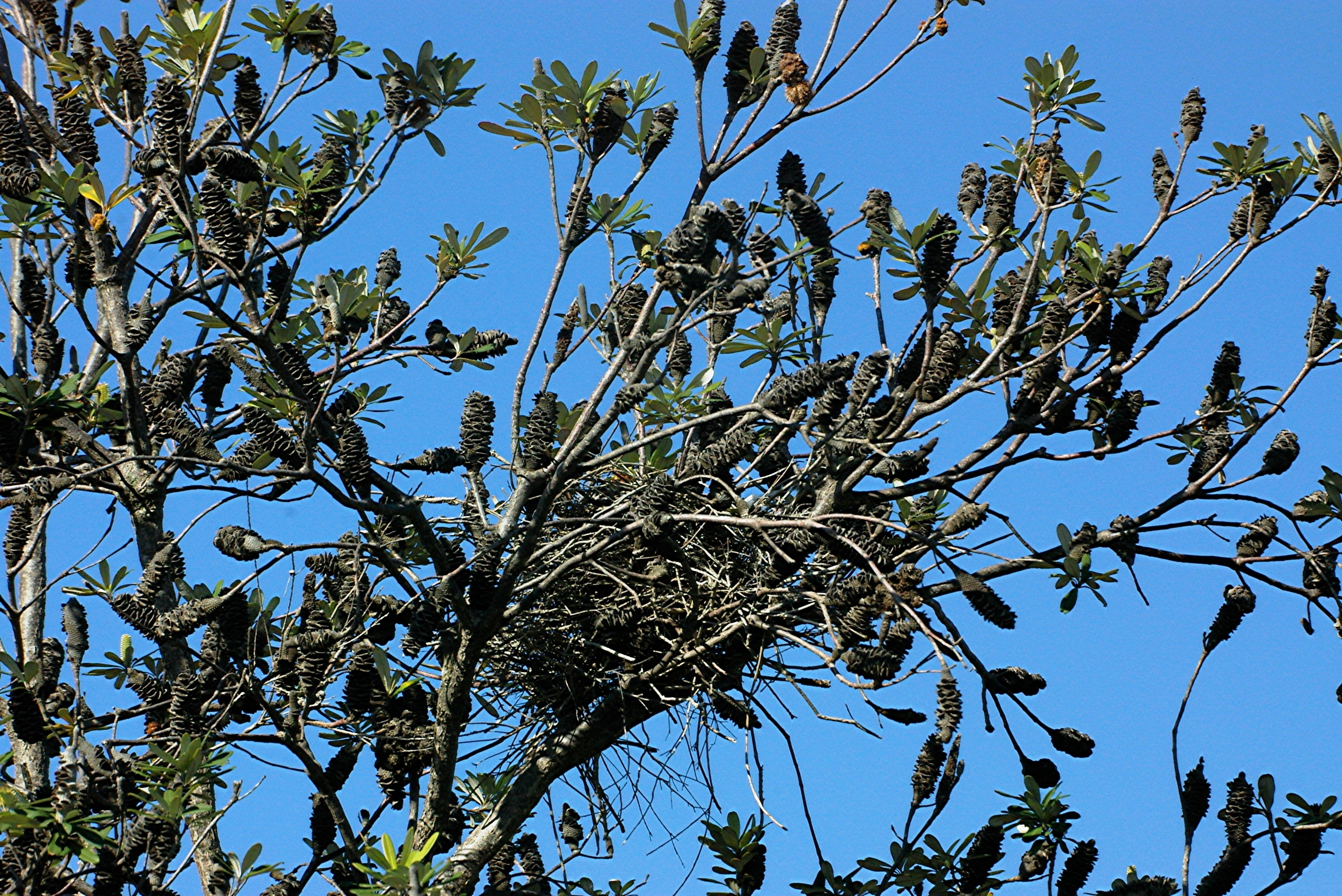
在山龍眼樹上的黑背鐘鵲鳥巢。

不同地區的黑背鐘鵲的繁殖季節各有不同。在澳洲北部的會於6-9月進行繁殖；較寒冷地區的則是於8-9月開始，山區的則會延至翌年1月才結束。鳥巢呈碗狀，由樹枝、草及樹皮組成。在近人類居住的地區，牠們也會拿合成的物料來築巢。只有雌雀會築巢，鳥巢一般都是築在桉樹、松樹、山楂及榆樹的樹叉上。黄尾刺嘴鶯、鶺鴒扇尾鶲、白臉刺鶯及黑頭礦鳥等其他鳥類也有可能在同一樹上築巢。頭兩類會在黑背鐘鵲鳥巢下築巢，而紋翅食蜜鳥則會在黑背鐘鵲的巢內築巢。溝嘴鵑是澳洲東部著名的巢寄生，黑背鐘鵲甚至會照顧牠們的雛鳥。

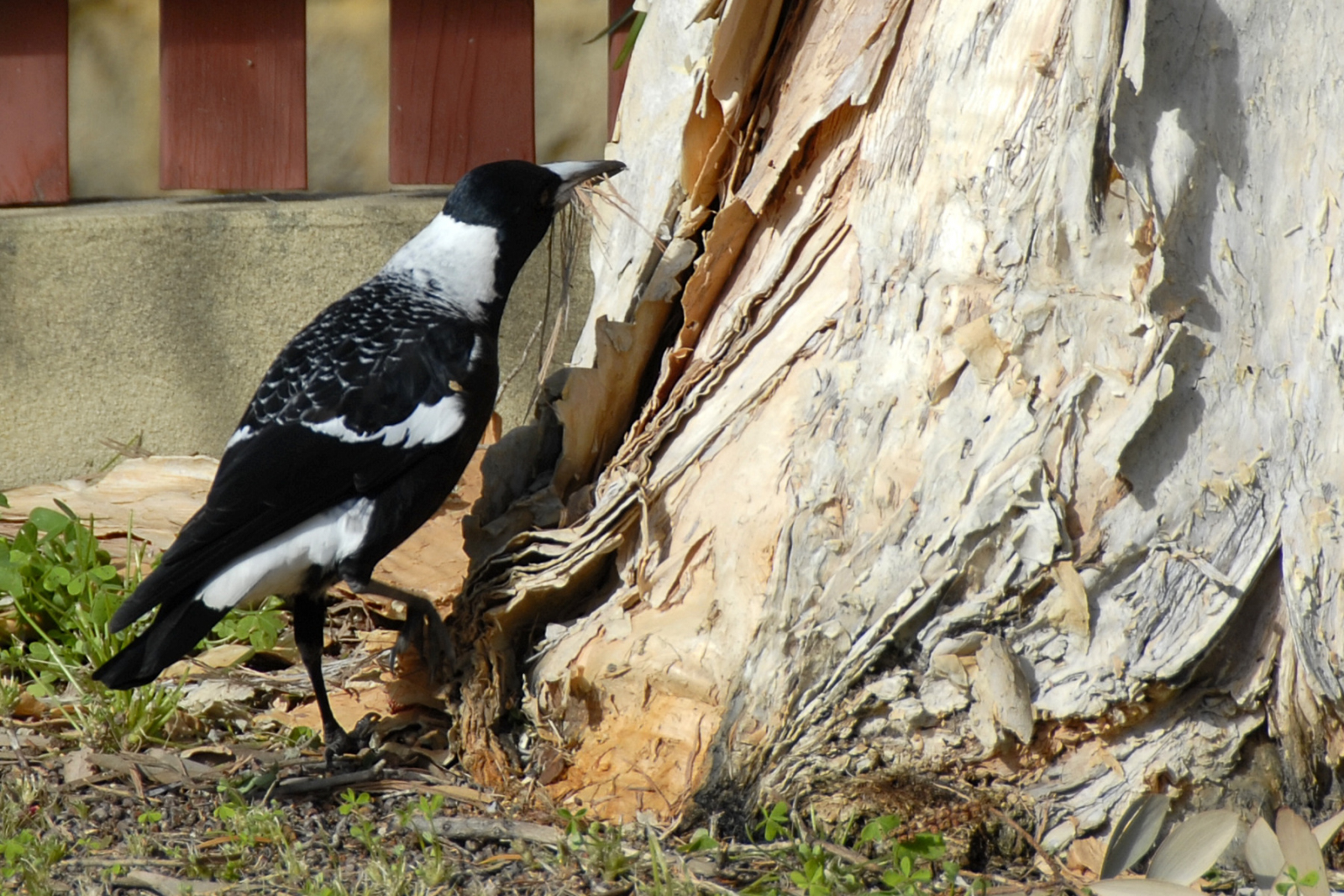
正在搜集築巢物料的雌性西鐘鵲。

黑背鐘鵲每次會生2-5隻蛋，蛋呈淺藍色或綠色，約有27 x 38毫米。孵化期為20日。雛鳥出生時是不能照顧自己的：身體呈粉紅色、沒有羽毛、未能看見 、喙短又闊，喉嚨呈鮮紅色。10日大就可以完全打開眼睛。在第一星期，雛鳥就會在頭部、背部及雙翼長出絨毛，第二星期就會長出針羽。成長初期就已經有黑白的顏色。雛鳥只有雌鳥所餵養，而雄鳥則會餵養雌鳥。黑背鐘鵲會進行合作生殖，會有協助者幫忙餵養幼鳥。只有在非常細小的群落才沒有合作生殖。
幼鳥在離開鳥巢後3星期就會自行覓食，到了6個月大就完全獨立。有些幼鳥到了8-9個月大也會繼續要求食物的供應，但往往都不會受到理會。1歲大就已經達到成鳥的大小。幼鳥離開群落的年齡處處不同，亦要視乎領袖的攻擊性。雄鳥較早會離開。很多都是約於1歲大就離開，8個月至4歲大的也有不少。

## 與人類關係

### 急速滑降
黑背鐘鵲在整個澳洲十分普遍，並已適應了與人類一同生活。約9%的黑背鐘鵲在繁殖期時會變得帶有攻擊性，有時會俯衝攻擊途人。差不多所有會攻擊人的都是雄雀，只途人及騎單車者分別進入其鳥巢50米及100米範圍內就會受到攻擊。當鳥蛋孵化時就會開始帶有攻擊性，隨著雛鳥長成攻擊性亦變得更密及厲害，直至幼鳥離開鳥巢攻擊才會停止。
黑背鐘鵲會對採取不同級別的行為來驅逐入侵者。最低層次的是發出警告及在遠足俯衝。其次是近距離的急降，甚至啄入侵者的面、頸、耳朵或眼睛。更嚴重的牠們會俯衝及以其胸部撞向入侵者。
黑背鐘鵲的攻擊可以令人受傷，尤其是在頭部及眼睛，造成視網膜脫落及受到喙部的細菌感染。於1946年的新南威爾士，一個13歲的小童就曾死於因黑背鐘鵲襲擊而感染的破傷風。另外也有騎單車者在不為意的情況受到攻擊，因失控而造成傷害。

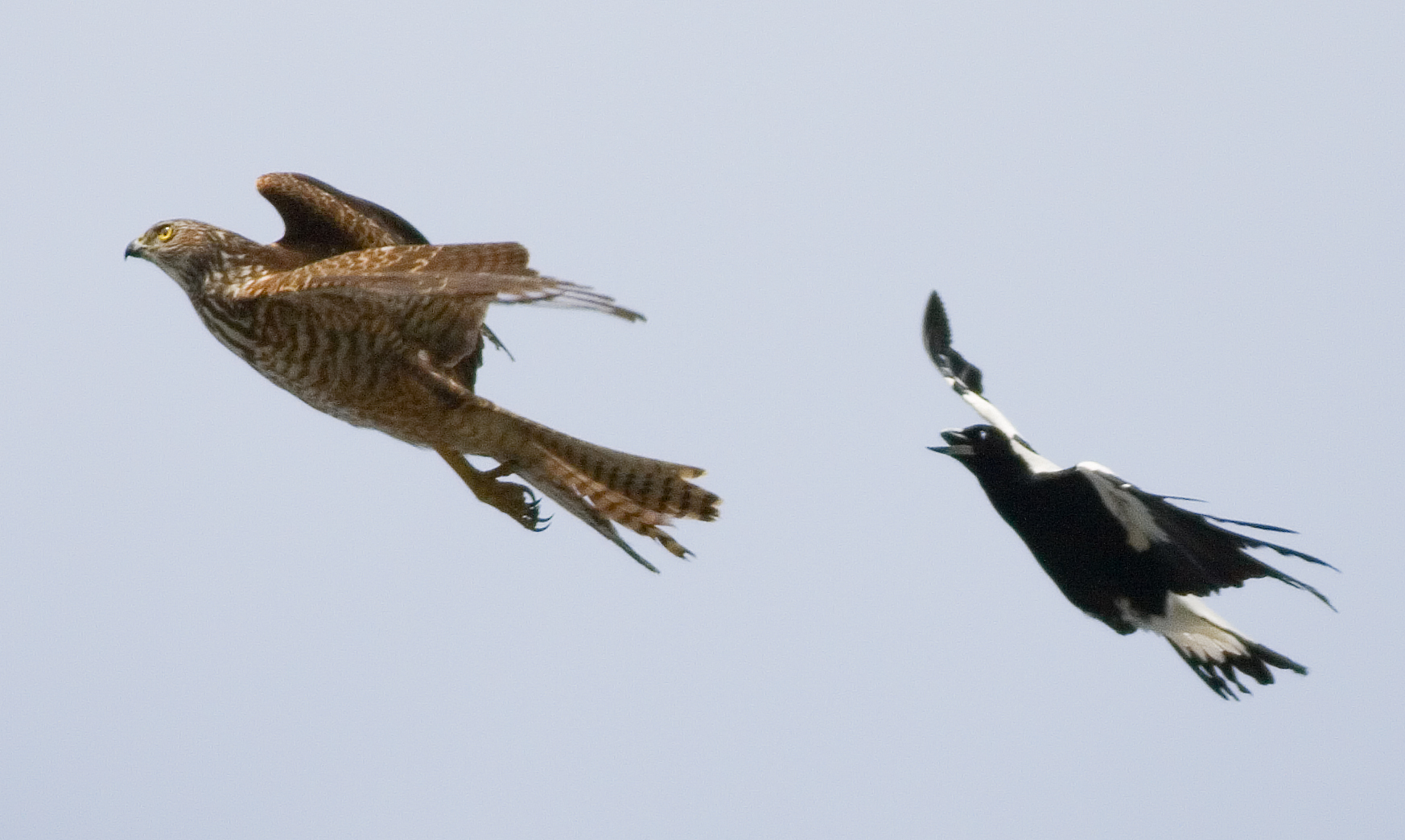
為保護地盤而攻擊褐鷹的黑背鐘鵲。

若有必要途經黑背鐘鵲的鳥巢，最好配帶寬邊帽或打開可以驅逐鳥類的傘。途人可以在帽或頭盔上塗上眼睛的圖案，有助嚇走黑背鐘鵲。單車頭盔並不能提供好好的保護，因為黑背鐘鵲會從側面攻擊頭部及頸部。在單車上掛有旗子也可以有效的嚇走牠們。在單車頭盔上紮上紮線帶也是有效的方法。黑背鐘鵲會衝向頭的後部，所以只要保持與牠們的視線，就可以減低被襲擊的機會。另外，一些欺騙的方法，如將護目鏡帶在頭後等，都是有效阻止牠們攻擊的方法。黑背鐘鵲有時會變得極度攻擊性，會攻擊面部；這種情況是很難阻止的。一旦受到攻擊，可以大聲呼叫及擺動手臂，以阻礙第二波的攻擊。若有黑背鐘鵲經常產生滋擾，就會被捕捉及放生到人煙稀有的地區，或甚至被獵殺。這些黑背鐘鵲會被送到超過25公里的地方，以防止牠們找回歸途。清除鳥巢並非有效的方法，因為牠們可以再次繁殖，而且會變得更為兇殘。

### 文化
澳洲原住民的傳說中經常都有提及黑背鐘鵲。皮爾巴拉（Pilbara）的Yindjibarndi族將牠們作為日出的訊號，因其叫聲會將他們吵醒。牠們的地盤性也反映在族人的歌曲中。牠們是悉尼南部愛爾瓦拉（Illawarra）人的圖騰鳥類。
哈勒姆·丁尼生，第二代丁尼生男爵於1901年將白背鐘鵲放在南澳洲政府徽章上，並自1904年在南澳洲州的旗幟上出現。牠們也在澳洲多個運動隊伍旗幟上出現，而這些隊伍也多穿著黑白色的隊服，如哥寧伍澳式足球會等。

## 外部連結
- 黑背鐘鵲的叫聲 （页面存档备份，存于）
- 其他黑背鐘鵲的叫聲
- 黑背鐘鵲的描述及圖片 （页面存档备份，存于）
- Internet Bird Collection
- ABC Science Online （页面存档备份，存于）